# Aibes
Aibes ist eine französische Gemeinde im Département Nord in der Region Hauts-de-France. Sie gehört zum Arrondissement Avesnes-sur-Helpe und zum Kanton Fourmies. Die Bewohner nennen sich Aibois.

## Geografie
Die Gemeinde Aibes liegt elf Kilometer ostsüdöstlich von Maubeuge und sechs Kilometer südwestlich der Grenzr zu Belgien. Sie grenzt im Norden an Colleret, im Osten an Cousolre, im Süden an Bérelles, im Südwesten an Solrinnes, Choisies und Obrechies sowie im Westen an Quiévelon. Die ehemalige Route nationale 363 führt über Aibes.

## Bevölkerungsentwicklung
| Jahr                       | 1962 | 1968 | 1975 | 1982 | 1990 | 1999 | 2028 | 2020 |
| Einwohner                  | 321  | 314  | 323  | 339  | 400  | 385  | 354  | 371  |
| Quellen: Cassini und INSEE |      |      |      |      |      |      |      |      |

## Sehenswürdigkeiten

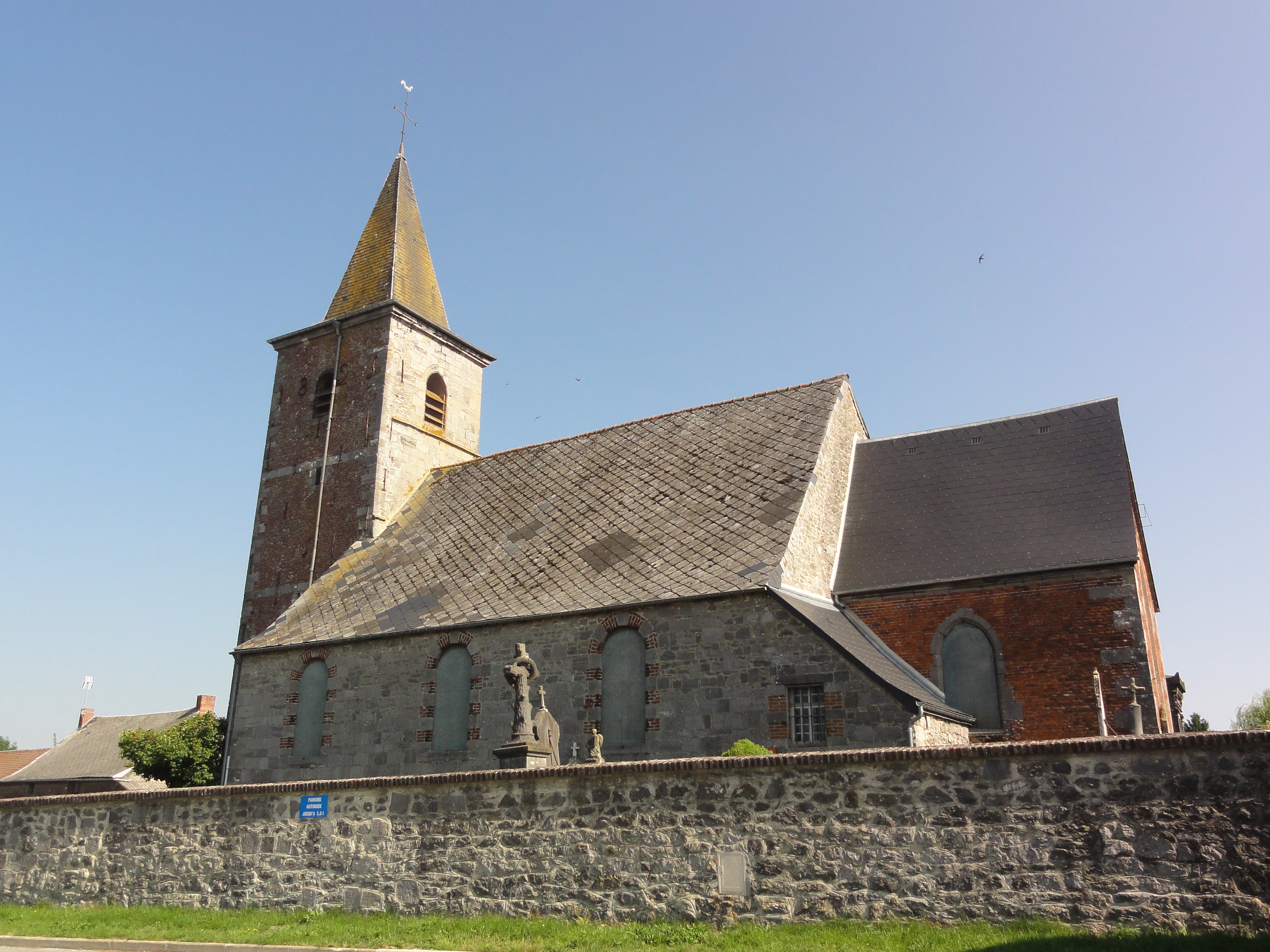
Kirche Saint-Martin
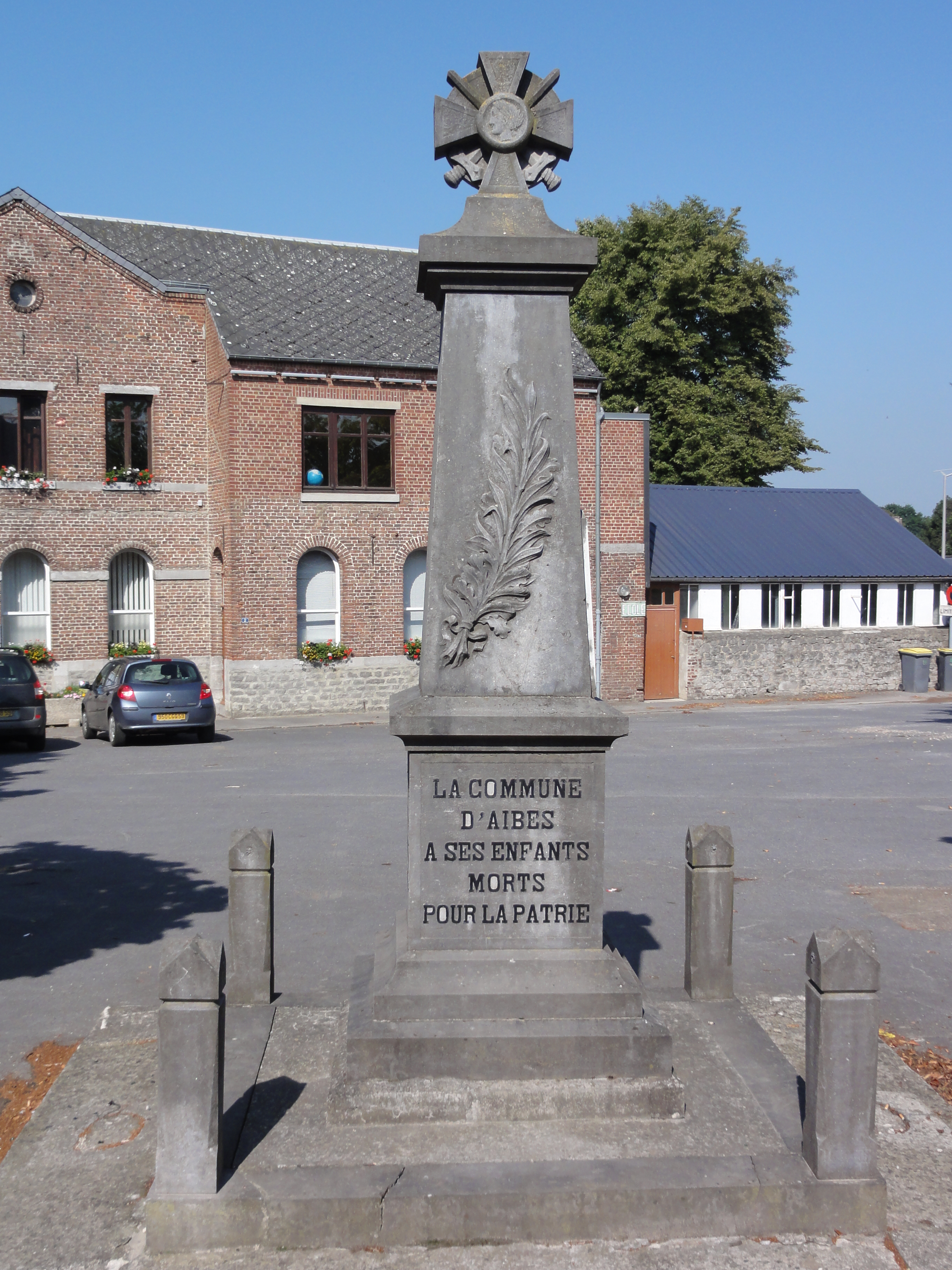
Kriegerdenkmal

- Kirche Saint-Martin
- Kriegerdenkmal